# Brložec (Dobrná)
Brložec (něm. Parlosa) je malá vesnice, dnes část obce Dobrná v okrese Děčín. Nachází se asi 2 km na východ od Dobrné. Je zde evidováno 29 adres. V roce 2011 zde trvale žilo 46 obyvatel.
Brložec je také název katastrálního území o rozloze 2,2 km2.

## Historie
První písemná zmínka o obci pochází z roku 1543.

## Obyvatelstvo
|                                                                 | 1869 | 1880 | 1890 | 1900 | 1910 | 1921 | 1930 | 1950 | 1961 | 1970 | 1980 | 1991 | 2001 | 2011 |
| --------------------------------------------------------------- | ---- | ---- | ---- | ---- | ---- | ---- | ---- | ---- | ---- | ---- | ---- | ---- | ---- | ---- |
| Obyvatelé                                                       | 213  | 186  | 176  | 184  | 173  | 140  | 146  | 69   | 60   | 35   | 24   | 17   | 27   | 46   |
| Domy                                                            | 37   | 41   | 41   | 38   | 38   | 35   | 35   | 34   | .    | 12   | 8    | 15   | 11   | 13   |
| Počet domů z roku 1961 je zahrnut v domech místní části Dobrná. |      |      |      |      |      |      |      |      |      |      |      |      |      |      |